# Guaza (Arona)
Guaza es una de las entidades de población que conforman el municipio de Arona, en la isla de Tenerife —Canarias, España—.

## Toponimia
La localidad toma el nombre de la montaña de Guaza, ubicada en sus proximidades y que está declarada Monumento Natural.

## Características
Guaza se halla situada a unos 9 kilómetros de la capital municipal, a una altitud media de 94 m s. n. m.
Está formada por los núcleos poblacionales de Guaza y Llanos de Guaza.
El barrio cuenta con el Instituto de Enseñanza Secundaria Guaza, una farmacia, una ermita dedicada a Santa Teresa, la Iglesia Pentecostal Fuente Viva, un parque infantil, una plaza pública, varias gasolineras, comercios, bares y restaurantes.
En su paisaje destaca la elevación conocida como Montaña de Cho, que forma parte de los restos del antiguo macizo de Adeje.
Guaza destaca por ser un barrio pobre, residencial y extremadamente multicultural poseyendo mucha población proveniente de Latinoamérica y la África subsahariana.[cita requerida]

## Demografía
| Año        | 2000 | 2001 | 2002 | 2003 | 2004 | 2005 | 2006 | 2007 | 2008 | 2009 | 2010 | 2011 | 2012 | 2013 | 2014 |
| ---------- | ---- | ---- | ---- | ---- | ---- | ---- | ---- | ---- | ---- | ---- | ---- | ---- | ---- | ---- | ---- |
| Habitantes | 856  | 1141 | 1738 | 1832 | 1856 | 2042 | 2184 | 2038 | 2002 | 2005 | 1997 | 1898 | 1954 | 2050 | 2143 |

## Comunicaciones

### Transporte público
Cuenta con paradas de taxis en la avenida de Guaza.
En autobús —guagua— queda conectado mediante las siguientes líneas de TITSA:
| Línea | Trayecto                                               | Recorrido |
| ----- | ------------------------------------------------------ | --- |
| 112   | Sta. Cruz - Arona (por Costa del Silencio)             | Horario/Línea (enlace roto disponible en Internet Archive; véase el historial, la primera versión y la última). |
| 467   | Costa Adeje - Las Galletas (por Los Cristianos)        | Horario/Línea                                                                                                   |
| 468   | Costa Adeje - Las Galletas (por Los Cristianos)        | Horario/Línea                                                                                                   |
| 470   | Parque de la Reina - Las Galletas - Parque de la Reina | Horario/Línea                                                                                                   |

## Lugares de interés
- Casa Rural Finca El Morro
- Mercadillo de Guaza